# Dim Mak Records
Dim Mak Records – amerykańska wytwórnia płytowa z siedzibą w Los Angeles założona w 1996 roku przez DJ-a i producenta muzycznego Steve’a Aokiego. Specjalizuje się w odkrywaniu i promocji nowych wykonawców różnych gatunków muzycznych. Firma ma na swoim koncie wydawnictwa takich artystów, jak m.in. Steve Aoki, Infected Mushroom czy Dada Life.

## Artyści
- Angger Dimas
- Atari Teenage Riot
- Autoerotique
- The Bloody Beetroots
- BOTNEK
- Clockwork
- Curbi
- Dan Sena
- Datsik
- Dirtyphonics
- Étienne de Crécy
- Felix Cartal
- GTRONIC
- I Wish I
- Infected Mushroom
- J Devil
- Joachim Garraud
- Killbot
- Mustard Pimp
- New Ivory
- PeaceTreaty
- Rifoki
- Robert Raimon Roy
- Scanners
- Steve Aoki
- TAI
- Will Brennan
- Yung Skeeter